# Scarabeo (amuleto)
Lo scarabeo egizio, chiamato kheperer , era considerato un potente amuleto sin dal periodo tinita con funzione magica-apotropaica di eterna rinascita nel divenire e trasformarsi, assicurando solo eventi felici ed un costante miglioramento delle facoltà intuitive e spirituali.

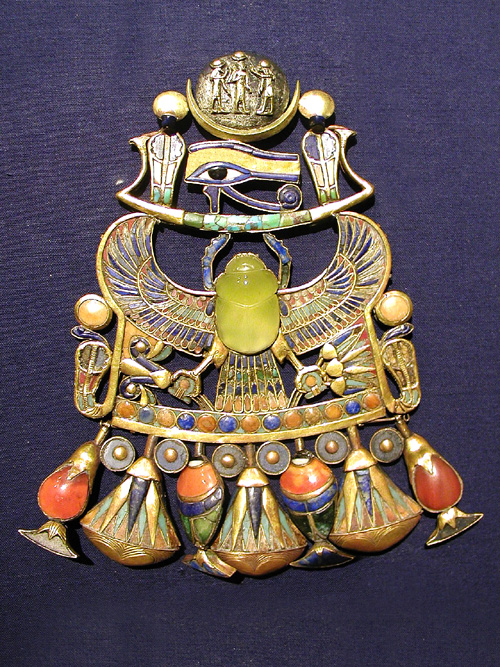
Pendente di Tutankhamon con scarabeo alato di vetro del deserto libico ed Occhio di Horo (XVIII dinastia).

## Nome
Il nome deriva dal verbo kheper che significa nascere o divenire ed era associato al dio solare del mattino Khepri, che donava la vita e rappresentava il sacro animale coprofago Scarabaeus sacer aegyptiorum.
| Aa1 · Q3 | D21 · D21 | L1 |

ḫprr

## Diffusione e significato
Ebbe tale larga diffusione da divenire quasi il simbolo stesso dell'Egitto ma divenne ben presto in uso anche presso altri popoli quali i Fenici, Cartaginesi e Greci e anche dalla Civiltà nuragica. Infatti di scarabei sono stati ritrovati in Sardegna a testimonianza delle forti relazioni esistenti tra i due popoli .
Con la VI dinastia comparvero i primi amuleti, senza descrizioni e molto semplici. Divennero estremamente diffusi solo a partire dal Nuovo Regno ed erano decorati sull'addome piatto con iscrizioni e disegni.

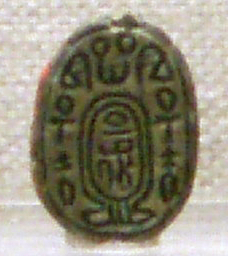
Scarabeo hyksos a nome di Ipepi (XV dinastia).

Gli scarabei del periodo degli Hyksos sono facilmente riconoscibili per i motivi ornamentali di tipo orientaleggiante e quelli della XXVI dinastia vennero raffigurati con le zampe lunghe e piegate sotto il ventre convesso.
Molti avevano inciso il nome di un sovrano, o più raramente di personaggi famosi, a scopo di protezione e di buon augurio. Per poter agire doveva essere fatto in pietra verde, a simbolo di Osiride, come il calcedonio e la steatite smaltata ma ne esistono esemplari anche in lapislazzuli, faience e paste vitree.
Era spesso associato con altri amuleti, tra cui lo shen, che ne rafforzavano il potere ed usato nei monili montato ad anello oppure inserito nei pettorali, come quelli appartenenti ai famosi corredi funebri di Sheshonq II e Tutankhamon.
Anche i sacerdoti ricorrevano, in rituali particolari, allo scarabeo, immerso nel  latte bianco di vacca nera e successivamente bruciato, per richiamare gli dei che con la loro magica luce avrebbero dissolto le tenebre delle forze non più in equilibrio.
Era usato anche dai funzionari e dalle alte gerarchie come sigillo, sovente montato su anello, recante il nome del proprietario, o del sovrano se operavano in sua vece, per suggellare documenti, anfore e tutto ciò che doveva restare ben custodito.

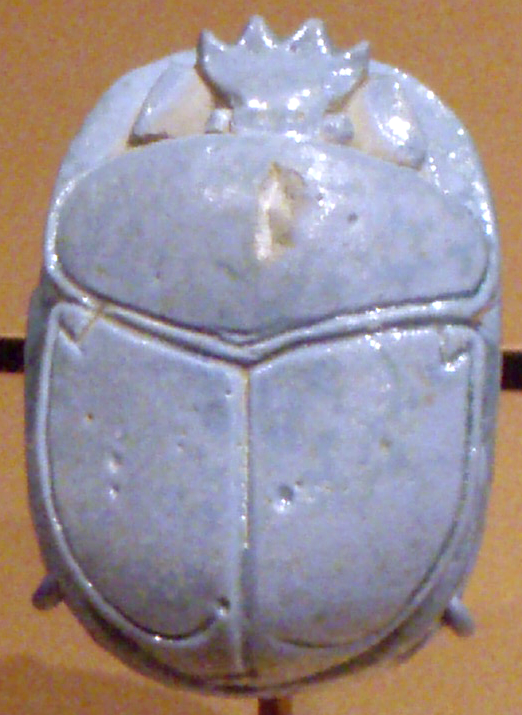
Scarabeo commemorativo di Amenhotep III (XVIII dinastia).

Vi erano pure gli scarabei commemorativi emessi quasi tutti dal sovrano Amenhotep III per circostanze particolari quali per esempio il matrimonio con la regina Tyi, una grande caccia al leone e persino per la costruzione di un lago artificiale nei giardini reali.
Nella XVIII dinastia, lo scarabeo, o più specificatamente lo scarabeo del cuore, cominciò ad apparire in ambito funerario come amuleto che veniva posto sul petto della mummia dopo la cerimonia dell'apertura della bocca.
Per gli Egizi il cuore era il centro della forza divina, della spiritualità, di tutte le percezioni dell'essere che da esso erano vagliate e durante il processo di mummificazione esso non veniva estratto per essere conservato nei Vasi canopi.
Lo scarabeo era un cuore divino capace con i suoi poteri di percepire anche l'invisibile ed era determinante nel passaggio dalla vita terrena a quella eterna perché donava alla mummia il potere di scacciare il terribile serpente Apopi ed i pericoli disseminati lungo il cammino del viaggio notturno nel mondo dei morti verso i felici Campi di Aaru.
Erano incisi, nella parte inferiore, i geroglifici dei testi tratti dal Libro dei Morti ed in particolare un passo del capitolo XXX, detto "Formula dello scarabeo del cuore" e per questo motivo, le dimensioni erano più grandi dell'amuleto generico.
La formula, recitata dai sacerdoti durante il rito funebre, bloccava il cuore che non poteva manifestare ostilità e gli impediva di testimoniare contro il defunto al cospetto di Osiride e delle quarantadue divinità nella "Sala delle due verità" durante la psicostasia.
Ma lo scarabeo del cuore doveva essere usato anche in vita e veniva generalmente portato, come monile, al collo. Poi, quando sopraggiungeva la morte, esso continuava comunque ad agire con le forze occulte del suo magico potere e veniva quindi collocato tra le bende della mummia, come dimostrano gli scarabei usurati del tesoro di Tutankhamon.